# 80 (число)
Вижте пояснителната страница за други значения на 80.
80 (осемдесет) е естествено, цяло число, следващо 79 и предхождащо 81.
Осемдесет с арабски цифри се записва „80“, а с римски цифри – „LXXX“. Числото 80 е съставено от две цифри от позиционните бройни системи – 8 (осем) и 0 (нула).

## Общи сведения
- 80 е четно число.
- 80 е атомният номер на елемента живак.
- 80-ият ден от годината е 21 март.
- 80 е година от Новата ера.

## Любопитни факти
- Около света за 80 дни – приключенски роман на френския писател Жул Верн.